# The Spill Canvas
The Spill Canvas ist eine US-amerikanische Indie-Rock-Band aus Sioux Falls, South Dakota.

## Geschichte
Die Band startete als Singer-Songwriter Projekt des Lead-Sängers Nick Thomas. Nach diverser Banderfahrung und einigen erfolgreichen Konzerten wuchs das Interesse anderer Musiker mit ihm zu spielen. Kurz nach der Veröffentlichung seines ersten Albums Sunset and Car Crashes, welches er fast alleine einspielte, gründete er The Spill Canvas mit Joe Beck (Schlagzeug), Ross Wheeler, und Brandon Aegerter. Brandon und Ross verließen die Band jedoch kurz darauf und wurden durch Scott McGuire (Bass) und Dan Ludeman (Gitarre) ersetzt.
Nach diversen Touren quer durch die USA hatten sie sich eine große Fangemeinde erspielt und diverse Demos ausgenommen. Daraufhin schrieben sie zusammen ihr erstes gemeinsames Album One Fell Swoop. Ende 2006 ließ Scott verkünden, sie hätten bei Sire Records unterschrieben. Kurze Zeit später verließ er die Band, jedoch ist bis heute nicht geklärt, ob er freiwillig ging oder ob es sich um einen Rauswurf handelte. Ersetzt wurde er durch Landon Heil, den Gitarristen der unbekannteren Band The Glass Atlantic.
Um die Zeit zum aktuellen Album No Really, I'm Fine zu überbrücken veröffentlichten sie 2007 die EP Denials Feels So Good mit drei eigenen und zwei gecoverten Stücken. Marc Sheaffer, ein Keyboarder aus Sioux Falls, spielte auf Gold Dust Woman. An die Veröffentlichung der EP schlossen sie gleich die Vans Warped Tour 2007 an, um ihr neues Album zu promoten, welches am 2. Oktober 2007 herauskam. Den Oktober touren sie durch Nordamerika. Im Februar 2008 tourten sie mit den Plain White T's durch Deutschland.

## Diskografie

### Als Nick Thomas
- Go for the Jugular (2002, Eigenproduktion)
- The Concept EP (2003, Eigenproduktion)

### Als The Spill Canvas
- Sunset and Car Crashes (Album, April 2004, 111 Records)
- One Fell Swoop (Album, April 2005, Sire Records)
- Denial Feels So Good (EP, 2007, Sire Records)
- No Really, I'm Fine (2. Oktober 2007, Sire Records)
- Honestly, I'm Doing Okay(EP, 18. Mai 2008, Sire Records)
- Scraps/No Really, I'm Fine (Album, 2008, Sire Records)
- Formalities (Album, 2010)
- Abnormalities (EP, 12. Januar 2010, Sire Records)
- Realities (EP, 2010)
- Gestalt (Album, 2012)